# Берёзовка (Бековский район)
Берёзовка, Березо́вка —  упразднённая деревня Бековского района Пензенской области, входившая в состав Миткирейского сельсовета. Упразднена 20 марта 1991 года.

## История
Деревня основана помещиком между 1859 и 1911 годами. Располагалась в 3 километрах к северу от села Миткирей на левом берегу реки Миткирей при впадении в неё ручья Берёзовка. На момент отмены крепостного права (1861 год), деревня числилась за помещиком Ладыженским, у которого крестьяне впоследствии и выкупили землю.
В 1911 году входило в состав Хованской волости и насчитывала 101 двор, затем, в 1939, в состав Затолокинского сельсовета, позже — Миткирейского сельсовета. В 1955 году в деревне располагалась бригада колхоза имени Маленкова.
20 марта 1991 года решением Пензенского облисполкома деревня исключена из учётных данных, как фактически не существующая.
В настоящее время на месте деревни располагается одноимённое урочище.

## Население
| 1911 | 1926 | 1939 | 1959 | 1979 | 1991 |
| ---- | ---- | ---- | ---- | ---- | ---- |
| 635  | 688  | 192  | 174  | 35   | 0    |

## Достопримечательности
В трёх километрах на юго-запад от села располагается могильник из двух курганов бронзового века.